# Dictatură militară

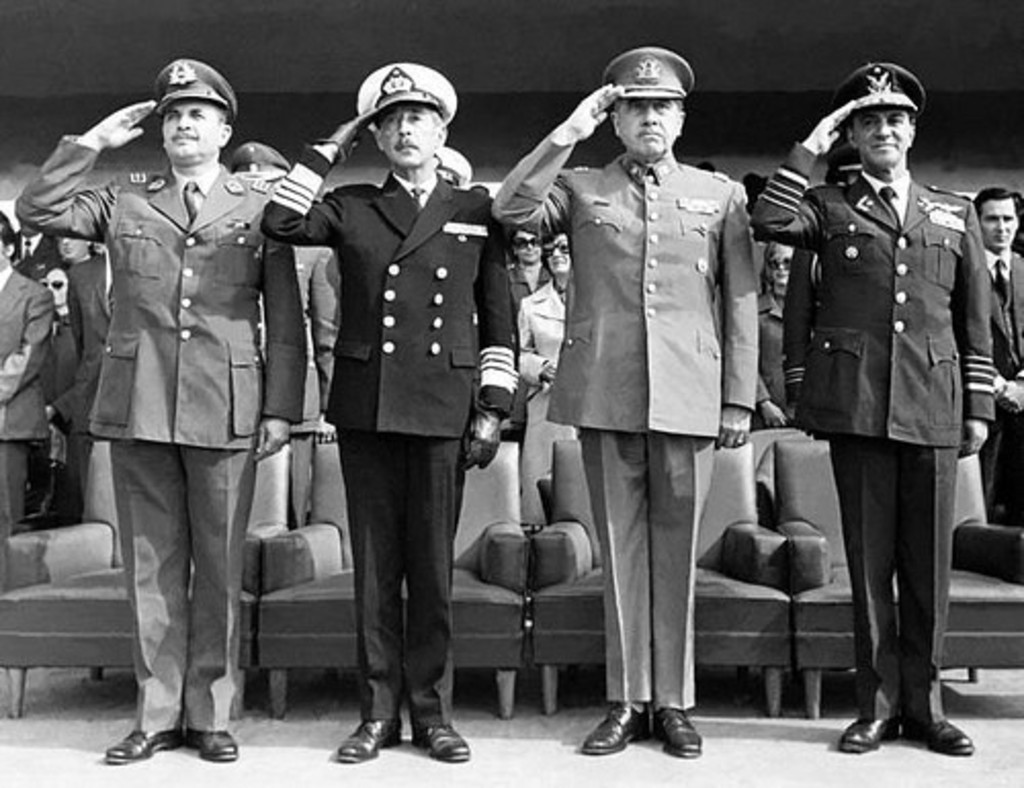
Membrii juntei militare din Chile după lovitura de stat care a adus la putere regimul lui Augusto Pinochet.

O dictatură militară este o dictatură în care armata exercită un control substanțial sau total asupra autorității politice, iar dictatorul este de obicei un ofițer de rang înalt.
Dictaturile militare tind să fie efemere, temporare. În țările cu tradiție democratică, acestea tind să se întâlnească cu mișcări opozante și să fie înlocuite de alte sisteme democratice.
Situația opusă este atunci când guvernul civil controlează armata.

## Creare și evoluție
Majoritatea dictaturilor militare sunt formate după o lovitură de stat prin care guvernul anterior este dat jos de la putere. Cu toate acestea, au existat cazuri în care guvernul civil a fost menținut în mod formal, dar armata exercită un control de facto—guvernul civil este fie ocolit, fie forțat să respecte dorințele militare. Spre exemplu, din 1916 și până la finalul Primului Război Mondial, Imperiul German a fost guvernat efectiv ca o dictatură militară, deoarece generalii săi de frunte obținuseră un astfel de nivel de control asupra Kaiserului Wilhelm al II-lea, încât cancelarul și alți miniștri civili au slujit efectiv pe placul lor. Ca alternativă, Imperiul Japoniei după 1931 nu a modificat niciodată în mod formal structura constituțională a guvernului său, dar, din acel moment, este de obicei văzut ca o dictatură militară, deoarece Armata și Marina aveau dreptul legal efectiv de veto de a respinge formarea de guverne nedorite (și, de asemenea, de a obliga demisia unui guvern existent care își pierduse susținerea) și din moment ce funcțiile cheie ale cabinetului deținute în mod tradițional de civili (în special Premierul) era acum în schimb format din ofițeri.
Dictaturile militare pot restabili treptat componente semnificative ale guvernului civil, în timp ce comandantul militar superior menține încă puterea politică executivă. În Egipt, Generalul Abdel Fattah el-Sisi a numit un guvern interimar după lovitura de stat din Egipt din 2013 iar în Pakistan, generalii de la conducere Muhammad Zia-ul-Haq (1977–1988) și Pervez Musharraf (1999–2008) au organizat referendumuri pentru a-și prelungi termenele de președinte care erau limitate de constituție.

## Justificare
În trecut, juntele militare aveau justificarea că preluarea conducerii este pentru a ține stabilitatea politică pentru națiune sau să o salveze de ”ideologiile periculoase”. Spre exemplu, amenințarea comunismului, socialismului și islamismului a fost adesea folosite ca pretexte. Regimurile militare tind adesea să se portretizeze ca fiind nepartizane, ca un partid „neutru” care poate asigura conducerea interimară în timpuri de criză, și tind adesea să portretizeze politicienii civili ca fiind corupți sau ineficienți. Una dintre caracteristicile aproape universale ale unui guvern militar este instituirea legii marțiale sau a stării de urgență permanente.

## Comparația cu alte forme de autoritarism
Dictaturile militare nu sunt singura formă de autoritarism sau chiar, mai ales în secolul XXI, este cea mai comună.

### Comparația cu monarhiile
O dictatură militară se distinge de o monarhie absolută, în același timp sunt câteva similarități, în special în ceea ce privește modul în care cele două sunt (sau au fost istoric) stabilite. Practic toți monarhii absoluți (și chiar majoritatea monarhilor constituționali) sunt comandanți ai militarilor națiunilor lor, poartă uniforme militare cel puțin pe bază ceremonială și dețin ranguri și / sau titluri militare. De asemenea, membrii seniori ai familiilor regale, mai ales dacă sunt bărbați și / sau moștenitori aparenți sau prezumtivi, sunt așteptați să îndeplinească serviciul militar înainte de urcarea pe tron. Mai mult, aproape toate monarhiile (atât actuale, cât și defuncte) s-au stabilit în ultimele secole și milenii cu forța armelor. O diferență cheie între o monarhie și o dictatură militară este că odată ce acestea sunt stabilite și recunoscute de supuși (un proces care a durat adesea multe generații), o monarhie stabilește de obicei o formă de succesiune ereditară pentru a transfera legitim puterea de la generație la generație și deși, în mod istoric, au existat multe cazuri de pretenții la un tron disputate, încercarea de a prelua puterea prin forța armelor fără un fel de pretenție ereditară credibilă este de obicei considerată ilegitimă și / sau ilegală de către monarhiști. În monarhiile constituționale, monarhul este de obicei comandantul forțelor armate și este adesea oficial cel mai înalt ofițer militar, dar în practică se așteaptă să se amâne la sfatul miniștrilor civili, mai ales la numirea ofițerilor care vor exercita comanda operațională efectivă, astfel menținerea controlului civil asupra militarilor.
Pe de altă parte, dictaturile militare moderne evită în mod obișnuit succesiunea ereditară cu juntele de lungă durată, care subliniază adesea metodele tradiționale de promovare în rândurile ofițerilor ca eventuală cale către puterea civilă. Dictaturile militare care au încercat să se stabilească ca monarhii sau să implementeze în alt mod succesiunea ereditară, indiferent dacă au încercat sau nu să se stabilească ca monarhii, s-au prăbușit adesea foarte repede. Un exemplu, Oliver Cromwell după detronarea Regelui Carol I al Angliei a refuzat toate ofertele de a lua coroana engleză, dar a încercat totuși să i se transfere puterea după moartea fiului său Richard Cromwell; cu toate acestea, tânărului Cromwell îi lipsea respectul sau sprijinul instituției militare engleze și, prin urmare, a fost forțat rapid să renunțe la putere. În alt caz, la câțiva ani după organizarea unei lovituri de stat și stabilirea sa ca dictator al Primei Republici Franceze, Napoleon Bonaparte s-a încoronat împărat francez. Deși s-a căsătorit ulterior cu o prințesă Habsburgică și a generat un moștenitor al tronului său nou-înființat, pretenția lui Napoleon la putere nu a fost niciodată pe deplin acceptată de regaliștii francezi care au sprijinit Casa de Bourbon detronată și nici de alte monarhii europene. În cele din urmă, armatele lui Napoleon au fost înfrânte și el a fost forțat să abdice și să plece în exil. Deși nepotul lui Napoleon a reînființat în cele din urmă monarhia bonapartistă pentru o vreme, prinderea sa de putere ar putea fi descrisă mai bine în contextul unei dictaturi civile, așa cum este descris în secțiunea următoare.

### Comparația cu dictaturile civile
O dictatură militară este diferită de o dictatură civilă din mai multe motive: motivațiile lor pentru preluarea puterii, instituțiile prin care își organizează conducerea și modalitățile prin care părăsesc puterea. Adesea privindu-se ca salvând națiunea de politicienii civili corupți sau miopi, o dictatură militară își justifică poziția de arbitri „neutri” pe baza apartenenței lor la forțele armate, care în multe țări se așteaptă nominal să fie instituții apolitice. Spre exemplu, multe junte adoptă titluri ca ”Comitetul pentru Restaurarea Națională”, sau ”Comitetul pentru Eliberarea Națională”. Liderii militari guvernează adesea ca juntă, selectându-l pe unul dintre ei ca șef.

## Cazuri actuale
| Țară    | Vechiul guvern                                                | Data adoptării  | Eveniment                                                             |
| ------- | ------------------------------------------------------------- | --------------- | --------------------------------------------------------------------- |
| Sudan   | Republică federală prezidențială cu sistem de partid dominant | 11 aprilie 2019 | Lovitura de stat din Sudan din 2019                                   |
| Mali    | Republică semiprezidențială                                   | 19 august 2020  | Lovitura de stat din Mali din 2020 Lovitura de stat din Mali din 2021 |
| Myanmar | Republică constituțională                                     | 1 febuarie 2021 | Lovitura de stat din Myanmar din 2021                                 |
| Ciad    | Republică prezidențială cu partid dominant                    | 20 aprilie 2021 | Ofensiva din Ciadul de Nord                                           |

## Foste cazuri

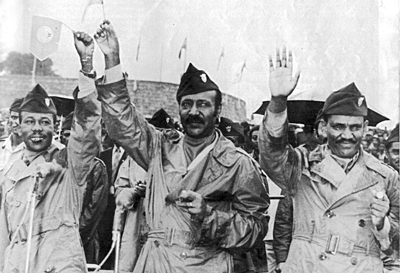
Mengistu Haile Mariam, Aman Mikael Andom și Atnafu Abate, liderii Juntei militare ethiopiene

1. Algeria (1965–1976; 1992–1994; 2019)
2. Benin (1963–1964; 1965–1968; 1969–1970; 1972–1990)
3. Burkina Faso (1966–1980; 1980-1982; 1982-1983; 1983-1987; 1987-2014)
4. Burundi (1966–1974; 1976–1979; 1987–1992)
5. Republica Centrafricană (1966–1979; 1981–1986; 2003–2005; 2013–2014)
6. Ciad (1975–1979; 1982–1990; 2021-prezent)
7. Ciskei (1990–1994)
8. Comore (1999–2006)
9. Republica Congo (1968–1969; 1977–1979)
10. Coasta de Fildeș (1999–2000)
11. Egipt (1953–1956; 1981-2011; 2011–2012; 2013-2015)
12. Guineea Ecuatorială (1979–1992)
13. Ethiopia (1974–1987)Președintele zairean Mobutu Sese Seko
14. Gambia (1994–1996)

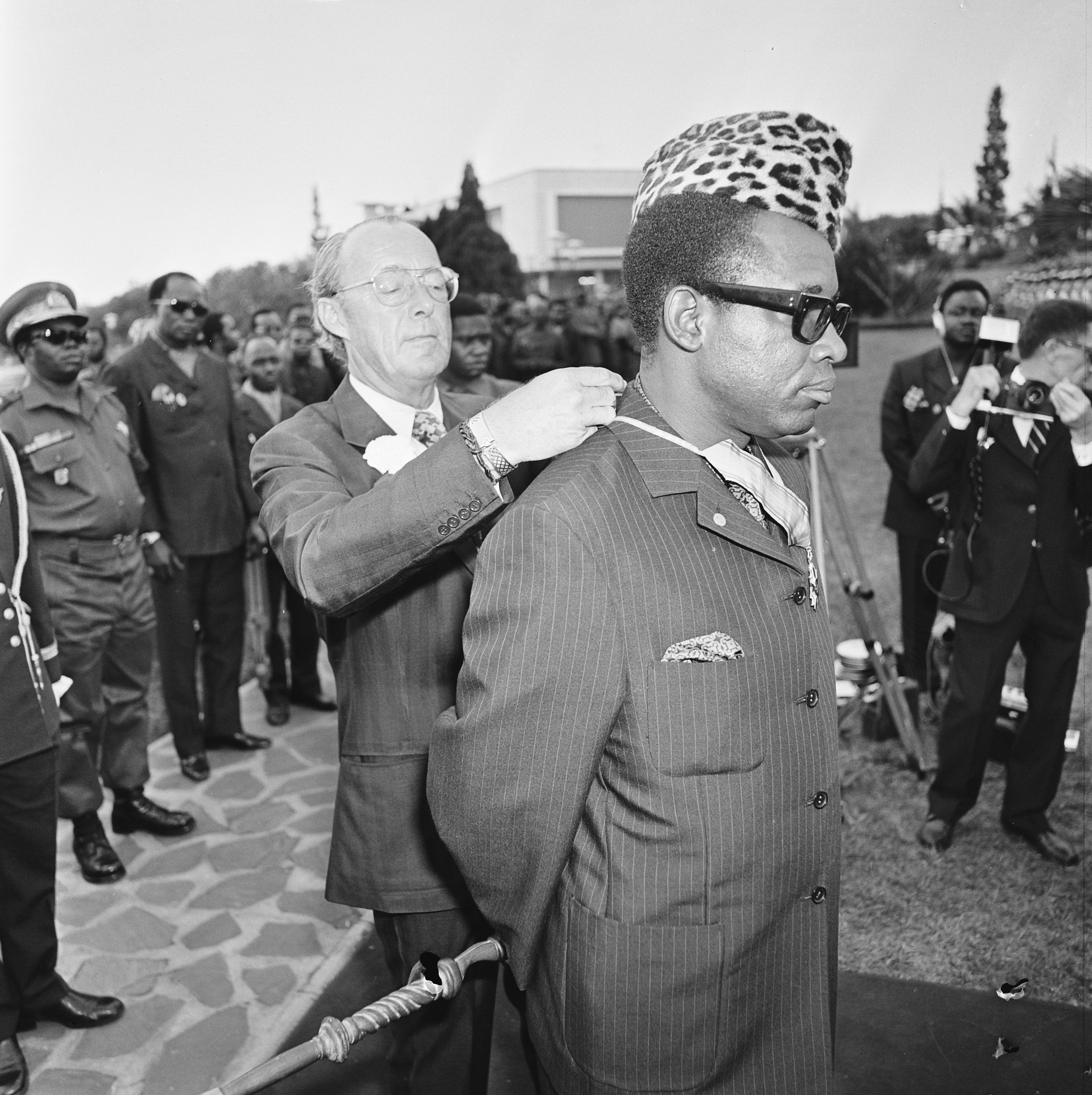
Președintele zairean Mobutu Sese Seko

15. Ghana (1966–1969; 1972–1975; 1975–1979; 1981–1993)
16. Guinea (1984–1990; 2008–2010)
17. Guinea-Bissau (1980–1984; 1999; 2003; 2012)
18. Lesotho (1986–1991; 1991-1993)
19. Liberia (1980–1986, 1990–1997, 2003–2006)
20. Libia (1969–1977)
21. Madagascar (1972–1976)
22. Mali (1968–1992; 2012; 2020, 2021-prezent)
23. Mauritania (1978–1979; 1979–1992; 2005–2007; 2008–2009)
24. Niger (1974–1987; 1987-1993; 1996-1999; 2010–2011)
25. Nigeria (1966; 1966–1975; 1975–1976; 1976-1979; 1983–1985; 1985–1993; 1993–1998; 1998–1999)
26. Rwanda (1973–1994)
27. São Tomé și Príncipe (1995; 2003)
28. Sierra Leone (1967–1968; 1992–1996; 1997–1998)
29. Somalia (1969–1976; 1980–1991)
30. Sudan (1958–1964; 1969–1971; 1985–1986; 1989–1993; 2019–prezent)
31. Togo (1967–2005)
32. Tunisia (1987–2011)
33. Uganda (1971–1979; 1985–1986)
34. Venda (1990–1994)
35. Zair (1965–1997)
36. Zimbabwe (2017–2018)

### Americi

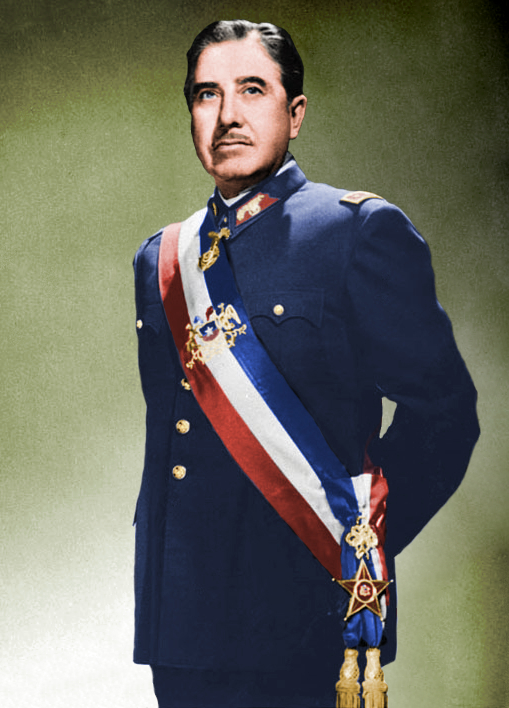
Augusto Pinochet, care a condus Chile din 1973 până în 1990.

1. Argentina ([Juan Manuel de Rosas|[1835-1852]]; 1930–1932; 1943–1946; 1955–1958; 1966–1973; 1976–1983)
2. Bolivia (1839–1843; 1848; 1857–1861; 1861; 1864–1871; 1876–1879; 1899; 1920–1921; 1930–1931; 1936–1940; 1943–1946; 1951–1952; 1964–1982)
3. Brazilia (1889–1891; 1891–1894; 1930; 1964–1985)
4. Chile (1924–1925; 1925; 1927–1931; 1932; 1973–1990)
5. Columbia (1854; 1953–1958)
6. Costa Rica (1868–1870; 1876–1882; 1917–1919)
7. Cuba (1933; 1952–1959)
8. Republica Dominicană (1899; 1930–1961; 1963–1966)
9. Ecuador (1876–1883; 1935–1938; 1947; 1963–1966; 1972–1979; 2000)
10. El Salvador (1885–1911; 1931–1979; 1979–1982)
11. Guatemala (1931–1944; 1944–1945; 1954–1957; 1957–1966; 1970–1986)
12. Grenada (1983)
13. Haiti (1950–1956; 1956–1957; 1986–1990; 1991–1994)
14. Honduras (1933–1949; 1956–1957; 1963–1971; 1972–1982; 2009–2010)
15. Mexic (1835–1846; 1876–1880; 1884–1911; 1913–1914)
16. Nicaragua (1937–1979; 1979–1985)
17. Panama (1903–1904; 1968–1989)
18. Paraguay (1940–1948; 1954–1989)
19. Peru (1842–1844; 1865–1867; 1872; 1879–1881; 1914–1915; 1930–1939; 1948–1956; 1962–1963; 1968–1980)
20. Suriname (1980–1991)
21. Uruguay (1865–1868; 1876–1879; 1933–1938; 1973–1985)
22. Venezuela (1858–1859; 1859–1861; 1861–1863; 1908–1935; 1948–1958)

### Asia
1. [[File:|23x15px|border |alt=|link=]] Afghanistan (1978)

Prim-ministrul Thailandei Prayut Chan-o-cha în 2014

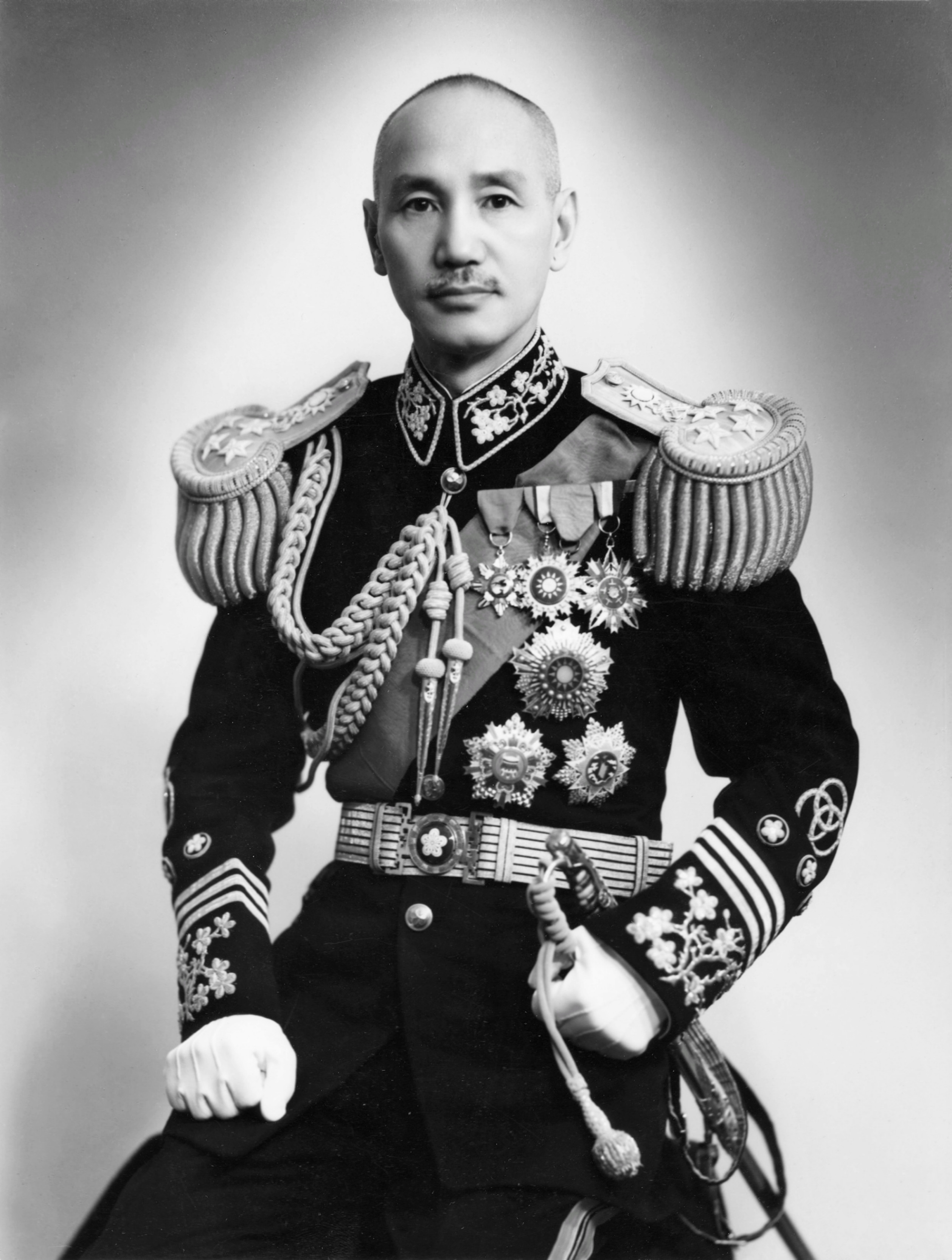
Liderul naționalist chinez Chiang Kai-shek in 1940

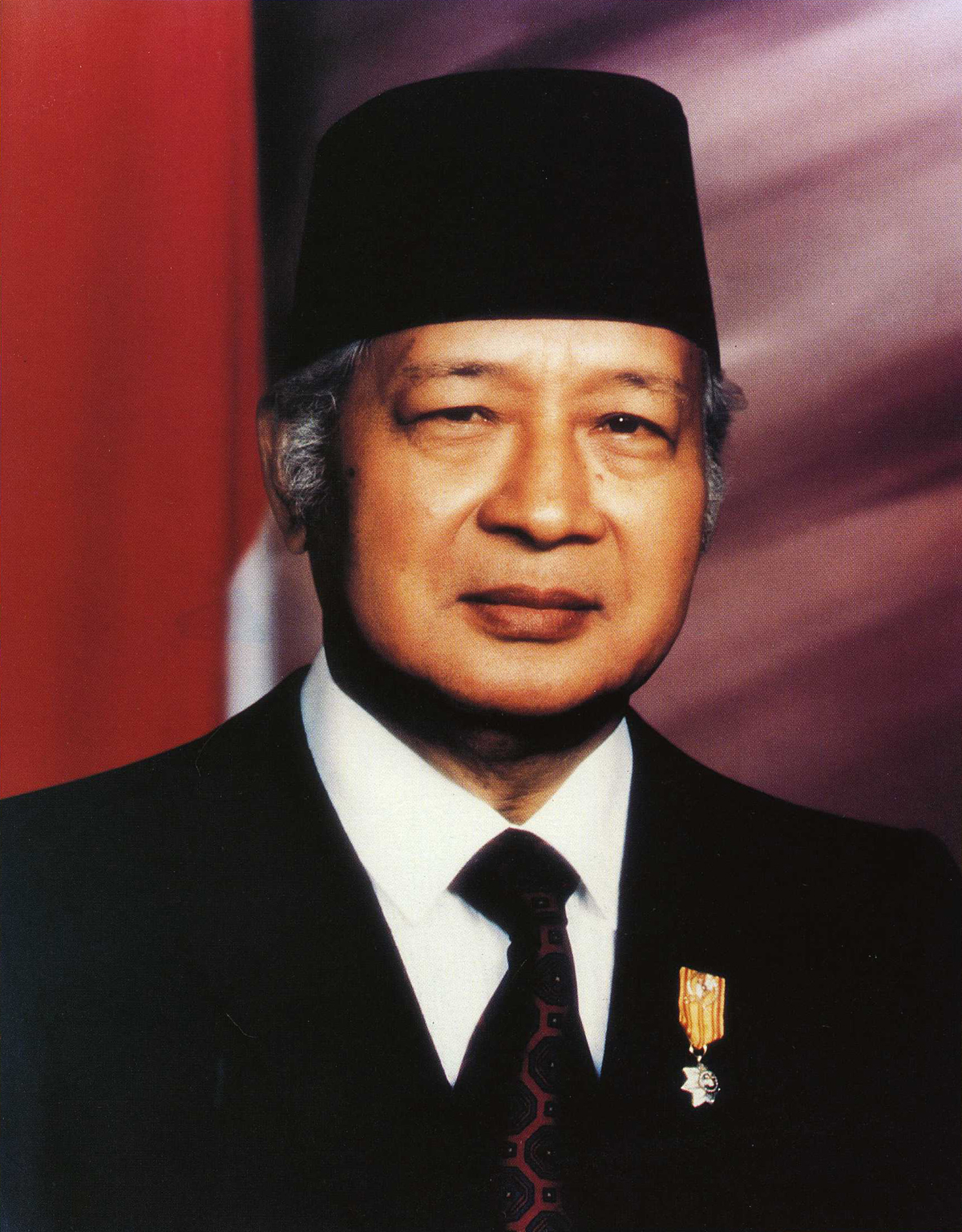
Președintele Indoneziei Suharto, 1993

2. Cambodgia (1970-1972; 1972–1975; 1975)
3. China (189-192; 1915-1916; 1928-1949)
4. Indonesia (1966-1967; 1967-1998)
5. Iran (1953–1955; 1978–1979)
6. Irak (1933–1935; 1936; 1937–1938; 1941; 1949–1950; 1952–1953; 1958–1963; 1963-1968 1968–1979)
7. Japonia (1192–1867;[3] 1931–1945[4])
8. Goguryeo (642-665; 665; 665-668)
9. Format:Country data Goryeo Goryeo (1170–1270)
10. South Korea (1961–1963; 1963-1972; 1981-1987)
11. Format:Country data Kingdom of Laos (1959–1960)
12. Liban (1988-1990)
13. Maldive (1988–1989)
14. Format:Country data Mongolian People's Republic (1939–1952)
15. Myanmar (1962–1988; 1988–2011; 2021–prezent)
16. Pakistan (1958–1969; 1969–1971; 1977–1988; 1999–2008)
17. Filipine (1898, 1972–1981)
18. Siria (1949; 1951–1954; 1961–1970, 1970-2000)
19. Taiwan (1949–1987)
20. Thailanda (1933-1938; 1938–1944; 1948-1957; 1947; 1959–1963; 1963–1973; 1976; 1977; 1977–1979; 1991; 2006; 2006–2008; 2014–2019)
21. Vietnamul de Sud (1963–1967)
22. Yemenul de Nord (1962–1967; 1974–1977; 1977–1978; 1978; 1978–1990)
23. Yemen (1990-2012)

### Europa

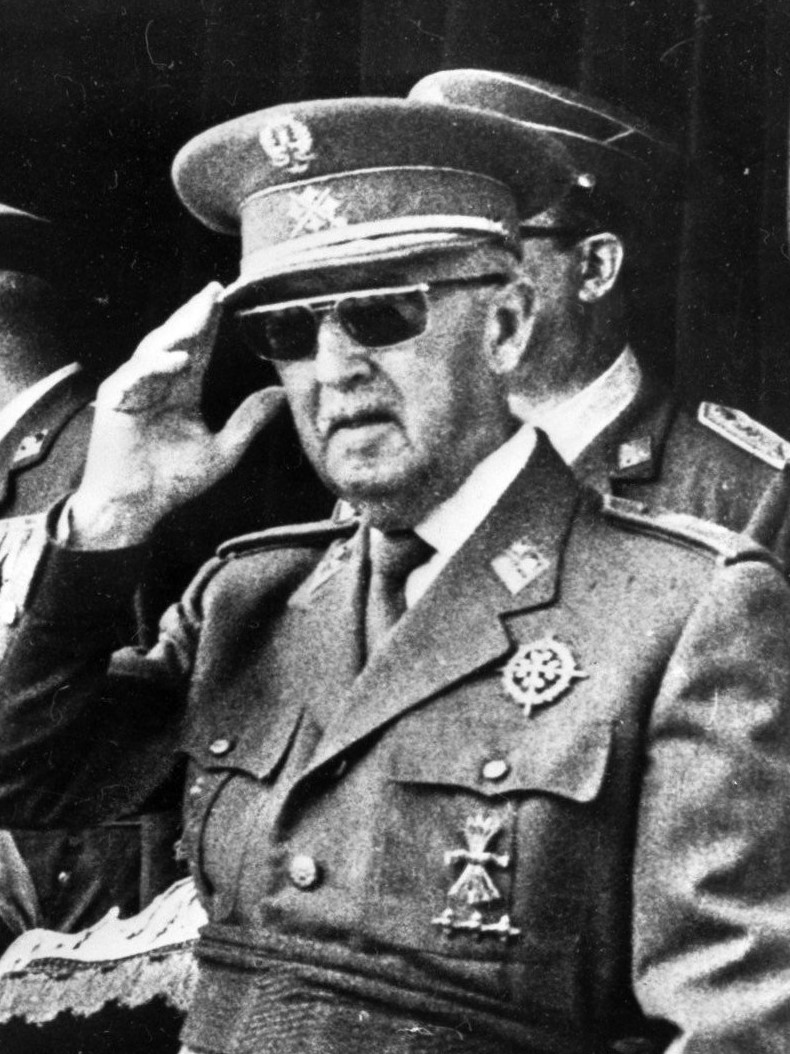
Liderul Spaniei Francisco Franco în 1975

1. Bulgaria (1923–1926; 1934-1935; 1944–1946)
2. Cipru (1974)
3. Regatul Unit (1653–1659)
4. Franța (1799–1814; 1851–1858; 1870–1871; 1940-1944)
5. Georgia (1992)
6. Germania (1916–1918)
7. Grecia (1925–1926; 1967–1974)
8. Polonia (1926–1935; 1981–1983)
9. Portugalia (1926–1933; 1974–1975)
10. România (1941–1944)
11. Rusia  (1918–1920)
12. San Marino (1957)
13. Spania franchistă (1923–1930; 1936–1975)
14. Turcia (1921–1927; 1960–1961; 1971-1972; 1980–1983)
15. Ucraina (1918)

### Oceania
1. Fiji (1987–1999; 2006–2014)